# Pearu Paulus
Pearu Paulus, född 3 november 1967, är en estnisk sångare och låtskrivare. 
Paulus är sedan 1992 sångare i musikgruppen 2 Quick Start. 
Paulus har deltagit flera gånger i Eurolaul, den estniska uttagningen till Eurovision Song Contest. Han deltog första gången 1994 och framförde bidragen Kallin kullast (2:a plats, duett med Hedvig Hanson) och Päikese lapsed (4:e plats). Han deltog i Eurolaul 1996 och framförde bidragen Meeletu algus (7:e plats, duett med Hedvig Hanson) och Kummalisel teel (6:e plats, tillsammans med Evelin Samuel, Maarja-Liis Ilus och Karl Madis). I Eurolaul 1997 framförde han bidragen Liiga noor, et armuda (3:e plats, duett med Hanna-Liina Võsa) och Meeletu soov (5:e plats). Han deltog i Eurolaul 1999 med musikgruppen 2 Quick Start och de kom på 8:e plats med bidraget Say you love me.
Tillsammans med Ilmar Laisaar, Alar Kotkas och Jana Hallas har Paulus skrivit låten Once in a Lifetime, som framfördes av Eda-Ines Etti i Eurovision Song Contest 2000. Vid framträdandet var Paulus, tillsammans med bl.a. Tanel Padar, en av körsångarna. Bidraget kom på 4:e plats med 98 poäng. Samma personer, inklusive Paulus, stod bakom låten Runaway, framförd av Sahlene i Eurovision Song Contest 2002. Bidraget kom på 3:e plats med 111 poäng. De stod även bakom låten Through My Window, som framfördes av Sandra Oxenryd i Eurovision Song Contest 2006.
Paulus är även politiskt aktiv i Estniska reformpartiet.

## Diskografi

### med 2 Quick Start
- Olen loobuda sust proovinud (1995)
- Poolel teel su juurde (1997)
- Teine pool, The Very Best of Vol. 1 (1999)
- Ühega miljoneist (2001)
- 2010 (2010)